# Dalea virgata
Dalea virgata är en ärtväxtart som beskrevs av Mariano Lagasca y Segura. Dalea virgata ingår i släktet Dalea, och familjen ärtväxter. Inga underarter finns listade i Catalogue of Life.